# Dragmatella
Dragmatella is een geslacht van sponsdieren uit de klasse van de Demospongiae (gewone sponzen).

## Soort
- Dragmatella aberrans (Topsent, 1890)